# Egalicia testacea
Egalicia testacea är en skalbaggsart som först beskrevs av Bates 1866.  Egalicia testacea ingår i släktet Egalicia och familjen långhorningar. Inga underarter finns listade i Catalogue of Life.